# Stizocera elegantula
Stizocera elegantula är en skalbaggsart som först beskrevs av Benoit-Philibert Perroud 1855.  Stizocera elegantula ingår i släktet Stizocera och familjen långhorningar.
Artens utbredningsområde är Paraguay. Inga underarter finns listade i Catalogue of Life.